# Zozo
Zozo is een Zweeds-Libanese film uit 2005, geschreven en geregisseerd door Josef Fares. De film is gebaseerd op de persoonlijke ervaringen van de regisseur bij zijn immigratie naar Zweden einde jaren 1980.

## Verhaal
De film gaat over een Libanees jongetje dat in de oorlogstijd opgroeit in Beiroet, Libanon. Hij heeft een redelijk normaal en zorgeloos leventje. Maar op een dag wordt hij persoonlijk door de oorlog geraakt en vlucht naar Zweden.

## Rolverdeling
| Acteur           | Personage          |
| ---------------- | ------------------ |
| Imad Creidi      | Zozo               |
| Antoinette Turk  | Rita               |
| Viktor Axelsson  | Leo                |
| Elias Gergi      | Zozo's grootvader  |
| Carmen Lebbos    | Zozo's moeder      |
| Charbel Iskandar | Zozo's vader       |
| Yasmine Awad     | Zozo's grootmoeder |
| Jad Stehpan      | Zozo's broer       |
| Tatiana Sarkis   | Zozo's zuster      |

## Productie
Zozo was de Zweedse inzending voor beste niet-Engelstalige film op de Oscaruitreiking in 2006, maar werd niet genomineerd. De film werd genomineerd voor vijf Guldbagge-prijzen waarvan er twee gewonnen werden en won ook de Filmprijs van de Noordse Raad.

## Prijzen en nominaties
De belangrijkste:
| Jaar | Prijs                         | Categorie                        | Genomineerde(n) | Uitslag  |
| ---- | ----------------------------- | -------------------------------- | --------------- | -------- |
| 2006 | Filmprijs van de Noordse Raad | Beste film                       | Josef Fares     | Gewonnen |
| 2006 | Guldbagge                     | Beste cinematografie             | Aril Wretblad   | Gewonnen |
| 2006 | Guldbagge                     | Beste prestatie (voor de muziek) | Adam Nordén     | Gewonnen |